# 155 mm C Mle 1890
L'Obusier de 155 Court Modèle 1890 era un obice pesante francese, progettato dal capitano Louis Henry Auguste Baquet ed impiegato dall'esercito francese in Oriente nella Rivolta dei Boxer durante la prima guerra mondiale. Basato sulla bocca da fuoco da 155 mm C Mle 1881 de Bange, fu uno dei primi moderni pezzi pesanti dotati dotati di freno di sparo idropneumatico, insieme al 120 mm C Mle 1890.

## Storia
Lo sviluppo del pezzo iniziò alla fine degli anni 1880 presso il Dépôt Central dell'Arma di artiglieria di Parigi. Il giovane progettista Louis Henry Auguste Baquet aveva introdotto nel nuovo pezzo da 120 mm C Mle 1890 un primo freno di sparo, progenitore di quello del leggendario 75 mm Mle. 1897, sviluppato pochi anni dopo. Lo stesso affusto venne impiegato da Bequet con la bocca da fuoco del più potente obice da 155 mm C Mle 1881 de Bange, originariamente dotato di affusto rigido da collo di cigno. La nuova soluzione consentiva una più rapida cadenza di fuoco e permetteva di utilizzare il pezzo senza la pesante e laboriosa piattaforma di tiro in travi di legno.
Nell'agosto del 1914 furono mobilitati per la Grande Guerra 134 pezzi da 155 mm Baquet, assegnati ai reggimenti di artiglieria campale pesante (régiments d'artillerie lourde de campagne) ed a quelli di artiglieria da fortezza (régiments d'artillerie à pied) di stanza nelle piazzeforti di prima categoria del Sistema Séré de Rivières, dove grazie alla loro mobilità erano usati per rinforzare rapidamente i diversi settori a seconda delle necessità.

## Tecnica
La canna del Mle 1881, in acciaio, era una versione accorciata di quella del 155 mm L Mle. 1877, con rigatura progressiva sinistrorsa a 48 rilievi ed otturatore a vite interrotta tipo de Bange. Era lunga 2,4 m e pesava 1.130 kg, compresi 68 kg dell'otturatore.
Mentre nel Mle 1881 la canna era incavalcata direttamente sulle orecchioniere dell'affusto rigido a collo di cigno, nell'affusto sur plateforme Baquet la canna era inserita in una culla a manicotto con sottostante cilindro del freno di sparo idropneumatico. La culla, dotata di orecchioni, era incavalcata su un affustino, imperniato a sua volta sul sottoaffusto, con un settore di tiro di 16°. Il sottoaffusto, con ruote in legno, era a coda unica munita di vomero e veniva trainato agganciato ad un avantreno.

## Munizionamento
Il pezzo utilizzava un munizionamento a cartoccio a sacchetto. La polvere della carica propulsiva era contenuta in sacchetti di seta o in tessuto di amianto. Le cariche progressive andavano da una minima da 0,6 kg ad una massima di 2,8 kg di polvere C1. 
| Tipo                 | Nome                      | Peso proietto | Carica                                         | Note                                                             |
| -------------------- | ------------------------- | ------------- | ---------------------------------------------- | ---------------------------------------------------------------- |
| Granata HE           | Obus ordinaires           | 40 kg         | 1,4 kg (polvere nera) o 2,1 kg (melinite)      | spoletta a percussione SM                                        |
| Granata HE           | Obus allongés Mle 1890    | 43 kg         | 10,325 kg (melinite)                           | spoletta a percussione                                           |
| Granata HE           | Obus de 4½ calibres       | 43,7 kg       | 12 kg                                          |                                                                  |
| proietto perforante  | Obus de rupture           |               |                                                |                                                                  |
| Shrapnel             | Obus à balles             | 40,59 kg      | 0,45 kg (polvere nera) + 270 pallette          | spoletta a doppio effetto, pallette in piombo indurito da 26,1 g |
| Mitraglia            | Obus à mitraille          | 40,5 kg       | 0,55 kg (polvere nera) + 416 pallette          | spoletta a doppio effetto, pallette in piombo indurito da 25 g   |
| Mitraglia            | Boites à mitraille        | 39,6 kg       | 429 pallette                                   | pallette in piombo indurito da 65 g                              |
| Proietto incendiario | Projectiles incendiairies |               | 0,8 kg (polvere MC30) + 30 cilindri incendiari |                                                                  |